# Peter Craig
Pour les articles homonymes, voir Craig.
Peter Craig, né le 10 novembre 1969 à Los Angeles, en Californie, aux États-Unis, est un écrivain, un scénariste et un acteur américain, auteur de roman policier.

## Biographie
Fils de la célèbre actrice Sally Field et de Steve Craig, un entrepreneur en construction, il grandit en Californie du Sud et dans l'État de l'Oregon.
Il fréquente le Iowa Writers' Workshop, avant de poursuivre des études supérieures à l'université de l'Iowa, où il obtient ses diplômes en 1991.
En 1998, il publie son premier roman, The Martini Shot. En 2004, avec Hot Plastic, il est lauréat du Michener-Copernicus Fellowship (en).
En 2010, il participe à l'écriture du scénario de The Town, réalisé par Ben Affleck, travail pour lequel il est plusieurs fois nommés lors de cérémonies de récompenses cinématographiques.
Il développe la série Dope Thief diffusée en 2025.

## Œuvre

### Romans
- The Martini Shot (1998)
- Hot Plastic (2004) Publié en français sous le titre Hot Plastic, Paris, Rivages, coll. « Rivages/Noir » no 818, 2006 (ISBN 2-7436-1583-4)
- Blood Father (2005) Publié en français sous le titre Père de sang, Paris, Rivages, coll. « Rivages/Thriller », 2009 (ISBN 978-2-7436-2015-8) ; réédition sous le titre Blood Father, Paris, Rivages, coll. « Rivages/Noir » no 1039, 2017 (ISBN 978-2743639198)

## Filmographie

### En tant que scénariste
- 2010 : The Town, film américain réalisé et interprété par Ben Affleck, adaptation du roman Prince of Thieves de Chuck Hogan, avec Rebecca Hall, Jon Hamm et Jeremy Renner
- 2014 : Hunger Games : La Révolte, partie 1 (The Hunger Games: Mockingjay - Part 1), film américain réalisé par Francis Lawrence
- 2016 : Blood Father, film franco-américain réalisé par Jean-François Richet, adaptation de Père de sang (Blood Father)
- 2015 : Hunger Games : La Révolte, partie 2 (The Hunger Games: Mockingjay - Part 2), film américain réalisé par Francis Lawrence
- 2018 : Horse Soldiers (12 Strong), film américain réalisé par Nicolai Fuglsig
- 2020 : Bad Boys for Life, film américain d'Adil El Arbi et Bilall Fallah
- 2021 : Impardonnable, film américano-germano-britannique réalisé par Nora Fingscheidt, adaptation de la mini-série britannique Unforgiven (en), créée par Sally Wainwright
- 2022 : Top Gun: Maverick, film américain de Joseph Kosinski
- 2022 : The Batman, film américain de Matt Reeves
- 2023 : The Mother, film américain de Niki Caro
- 2025 : Dope Thief (mini-série TV)

### En tant qu'acteur
- 1978 : La Fureur du danger (Hooper), film américain réalisé par Hal Needham
- 1988 : Satisfaction, film américain réalisé par Joan Freeman (en)

## Distinctions

### Prix
- Michener-Copernicus Fellowship (en) pour Hot Plastic

### Nominations
- Satellite Award du meilleur scénario adapté 2010 pour The Town[2]
- Meilleur scénario adapté à la 15e cérémonie des Satellite Awards pour The Town[3]
- Meilleur scénario adapté à la 16e cérémonie des Critics' Choice Movie Awards pour The Town[4]